# محمد العربي العسري
محمد العربي العسري (1944 في القصر الكبير، المغرب -) أديب وباحث مغربي.

## نشأته
أدخل في صباه إلى كُتاب الفقيه أحمد التطواني لحفظ القرآن، وانتقل بعده إلى كتاب الفقيه محمد العمراني، ثم التحق ب «مدرسة الأمل الحرة» لمؤسسها أحمد الخباز والد الشاعر محمد الخباز، حيث أنهى تعليمه الابتدائي فيها و«تعرف على فن المسرح» من خلالها، كما تعرف على الشاعر محمد الخباز الذي كان متطوعًا لإلقاء دروس في اللغة العربية وآدابها بمدرسة أبيه، وهي الدروس التي ألقت بذرة الأدب في العربي العسري، الذي قال عنها: «ولقد حببت دروسه هذه الآداب إلى نفسي، ولعله منذ ذلك الزمن الغالي انغرست في دواخلي محبة مطالعة الكتب...»
وبعد الحصول على شهادة الدروس الابتدائية انتقل للمعهد الثانوي بالقصر الكبير (الثانوية المحمدية) لإتمام دراسته، وفي هذه المرحلة، وتحديدا سنة 1959م، صدرت «مجلة الجذوة»، التي تناولت في صفحاتها نصوصا أدبية لأدباء من مسقط رأسه، وبعد مرحلة الدراسة بمسقط الرأس انتقل لإتمام دراسته الثانوية بمعهد القاضي عياض بتطوان، وتخرج فيه حاصلا على شهادة البكالوريا سنة 1963م، ثم سافر إلى الرباط طالبا بكلية الآداب فيها، ثم بفرعها في مدينة فاس، وصل على الإجازة في الأدب العربي سنة 1966م، وعمل بعد ذلك أستاذا بالتعليم الثانوي بثانوية القاضي عياض بتطوان، ثم أستاذا بالثانوية المحمدية بالقصر الكبير إلى حدود العام 1985م، حيث عمل حارس عام بإعدادية علال بن عبد الله، إلى أن أحيل إلى التقاعد سنة 2005م.

## مؤلفاته
ألّف عدة مؤلفات وكتب، منها:
- أقلام وأعلام من القصر الكبير في العصر الحديث (في ثلاثة أجزاء)
- العلامة أحمد السوسي المرتجي، حرقة السؤال (مخطوط).
- ديوان الشاعر سعد الدين الطود (مخطوط).
- ما لم ينشر من أشعار محمد الخمار الكنوني (مخطوط).
- لظى الأكباد في فقد الأولاد (مخطوط)